# مايك ميشود
مايكل هيرمان ميشود (بالإنجليزية: Michael Herman Michaud) سياسي أمريكي ينتمي للحزب الديمقراطي، خدم كعضو في مجلس النواب الأمريكي ممثلاً المقاطعة الثانية بولاية مين في الفترة من 2003 وحتى 2015 ،كما خدم كعضو في مجلس نواب ولاية مين من العام 1980 وحتى العام 1994 ومن ثم عضو في مجلس شيوخ الولاية نفسها في الفترة من 1994 وحتى 2003 شغل خلالها رئاسة المجلس لمدة عام واحد. وفي عام 2014 خاض ميشود انتخابات الحاكم في ولاية مين كمرشح عن الحزب الديمقراطي ولكنه خسر أمام الحاكم الجمهوري بول ليباج.